# Советская (река, остров Врангеля)
Сове́тская — река на острове Врангеля, в составе Иультинского района Чукотского автономного округа России.
Длина реки составляет 15 км. Впадает в Восточно-Сибирское море.
Истоки Советской находятся на Западном плато острова, у подножия пика Береговой. Река течёт с востока на запад, формируя русло каньонного типа. К северу от устья расположено лагунное солоноватоводное озеро Кмо.
Река отличается высокой минерализацией воды, значительно превышающей средний уровень по острову. В отдельных притоках минерализация достигала 23 г/л, тогда как для рек Восточной Чукотки этот показатель обычно составляет 50-250 мг/л.
Цвет воды в Советской может меняться: наблюдаются участки с молочно-белым, охристым или даже ярко-красным оттенком. Такие особенности связаны с составом донных илов и присутствием растворённых минералов.

## Данные водного реестра
Согласно государственному водному реестру России, река относится к Анадыро-Колымскому бассейновому округу. Речной бассейн — бассейны рек, впадающих в Чукотское море. Водохозяйственный участок — остров Врангеля, в пределах внутренних морских вод и территориального моря Российской Федерации.
Код водного объекта: 19030010012119000084471.